# Автоматизована система керування технологічним процесом

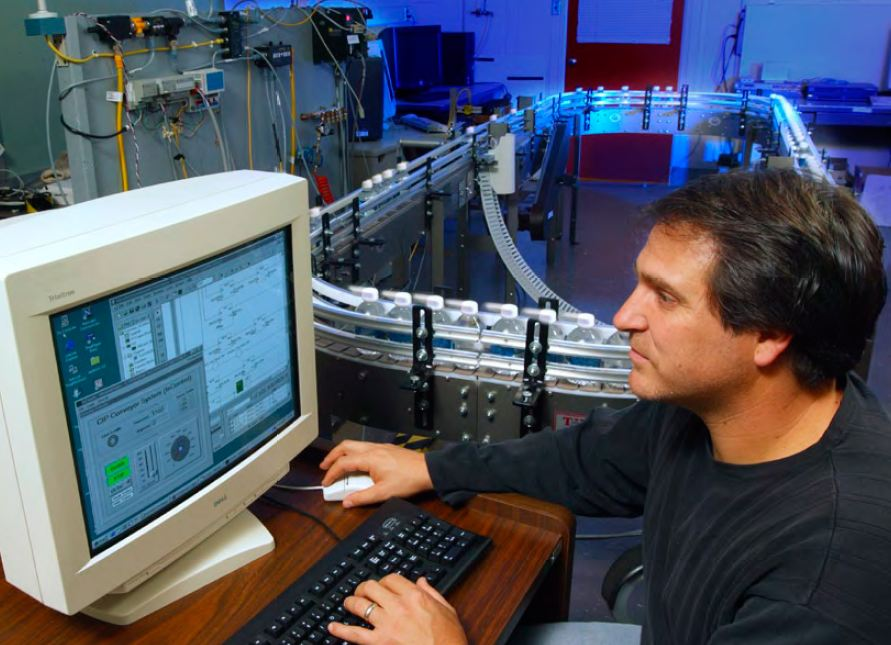
Національний інститут стандартів і технологій у США (NIST). Випробовування АСК ТП.

Автоматизо́вана систе́ма керува́ння технологі́чним проце́сом (АСК ТП) (англ. process control system або industrial control system; ICS) — автоматизована система у вигляді комплексу програмних і технічних засобів, призначена для вироблення та реалізації керувальної дії на технологічний об'єкт керування згідно з прийнятими критеріями керування.

## Загальний опис
Під АСК ТП зазвичай розуміється комплексне рішення, що забезпечує автоматизацію основних технологічних операцій на виробництві в цілому або якійсь його ділянці, що випускає відносно завершений продукт.
— автоматизована система, яка призначена для вироблення та реалізації керувальної дії на технологічний об'єкт керування згідно з прийнятими критеріями керування.
В зарубіжній літературі для позначення АСК ТП зазвичай використовуються терміни англ. Process Control Systems, англ. Industrial control system або англ. Automatic Control Systems

## Призначення
Автоматизована система, призначена для оптимізації керування технологічними процесами виробництва.
АСК ТП — це людино-машинна система, що забезпечує автоматизований збір інформації з вимірювальних перетворювачів сигналів і її первинну обробку (фільтрування сигналів, лінеаризація характеристик перетворювачів, «офізичення» сигналів, тобто перетворення та візуалізації сигналів у значеннях параметрів у фізичних одиницях вимірювання: °C, Па, В та ін.) для розрахунку, видачі та реалізації керувальних впливів на технологічне обладнання відповідно до прийнятих критеріїв керування.
АСК ТП здійснює реалізацію впливів на об'єкт керування в темпі перебігу технологічного процесу, тобто в реальному часі, при цьому забезпечує керування об'єктом в цілому, а її технічні засоби беруть участь у виробленні рішень з керування. Важливо зробити акцент на слові «автоматизована». Під цим мається на увазі, що система керування аж ніяк не повністю автономна (самостійна), і потрібна участь людини (оператора) для реалізації певних завдань. Зазначеними обставинами АСК ТП якісно відрізняється від традиційних систем автоматичного керування (САК), які представляють технічні засоби для автоматизації дій людини на окремих ділянках технологічного процесу і призначені для роботи без будь-якого контролю з боку людини та повністю автономні. На відміну від цього в АСК ТП реалізується автоматизований процес прийняття рішень з керування технологічним процесом як єдиним цілим, для чого в ній застосовують різне «інтелектуальне» автоматичне обладнання обробки інформації, в першу чергу сучасні багатофункціональні, високопродуктивні промислові комп'ютери.

## Структура АСК ТП
АСК ТП характеризується єдністю і взаємодією трьох основних складових, до яких відносяться:
- об'єкт керування — це технологічні процеси з агрегатами, апаратами, установками та ін. із засобами забезпечення матеріальних потоків, що з'єднують все устаткування;
- технічні засоби — автоматичне обладнання обробки інформації на базі мікропроцесорної техніки;
- оперативний персонал — оператори-технологи, диспетчери, експлуатаційний персонал.

## Класифікація АСК ТП
Усі АСК ТП діляться на три глобальні класи:
- SCADA (англ. Supervisory Control And Data Acquisition) — диспетчерське управління і збір даних. Основне призначення системи  — контроль і моніторинг об'єктів за участю диспетчера. У вузькому сенсі під терміном «SCADA» розуміють програмний пакет візуалізації технологічного процесу. У широкому розумінні — це клас автоматизованих систем керування технологічним процесом.

- DCS (англ. Distributed Control System) — розподілена система керування (РСК). Це система керування технологічним процесом, що характеризується побудовою розподіленої системи вводу/виводу та децентралізацією обробки даних. РСК застосовуються переважно для керування неперервними і гібридними технологічними процесами. У першу чергу це стосується процесів, що тривають місяцями і навіть роками, при цьому зупинка процесу, навіть на короткочасний період, може привести до псування продукції, що виготовляється, поломки технологічного устаткування чи нещасних випадків.

- PLC (англ. Programmable Logic Controller) — програмований логічний контролер (ПЛК). У вузькому розумінні це — апаратний модуль для реалізації алгоритмів автоматизованого керування з використанням логічних операцій, таймерів, і (в деяких моделях) неперервне регулювання відповідно до заданого закону. У широкому розумінні під ПДК розуміється клас систем. Хоча ПЛК може управляти компонентами системи, що використовуються в SCADA і DCS систем, вони часто є основним компонентом у структурах невеликих систем керування у багатьох галузях виробництва.